# Bajuwarengehöft Mattsee

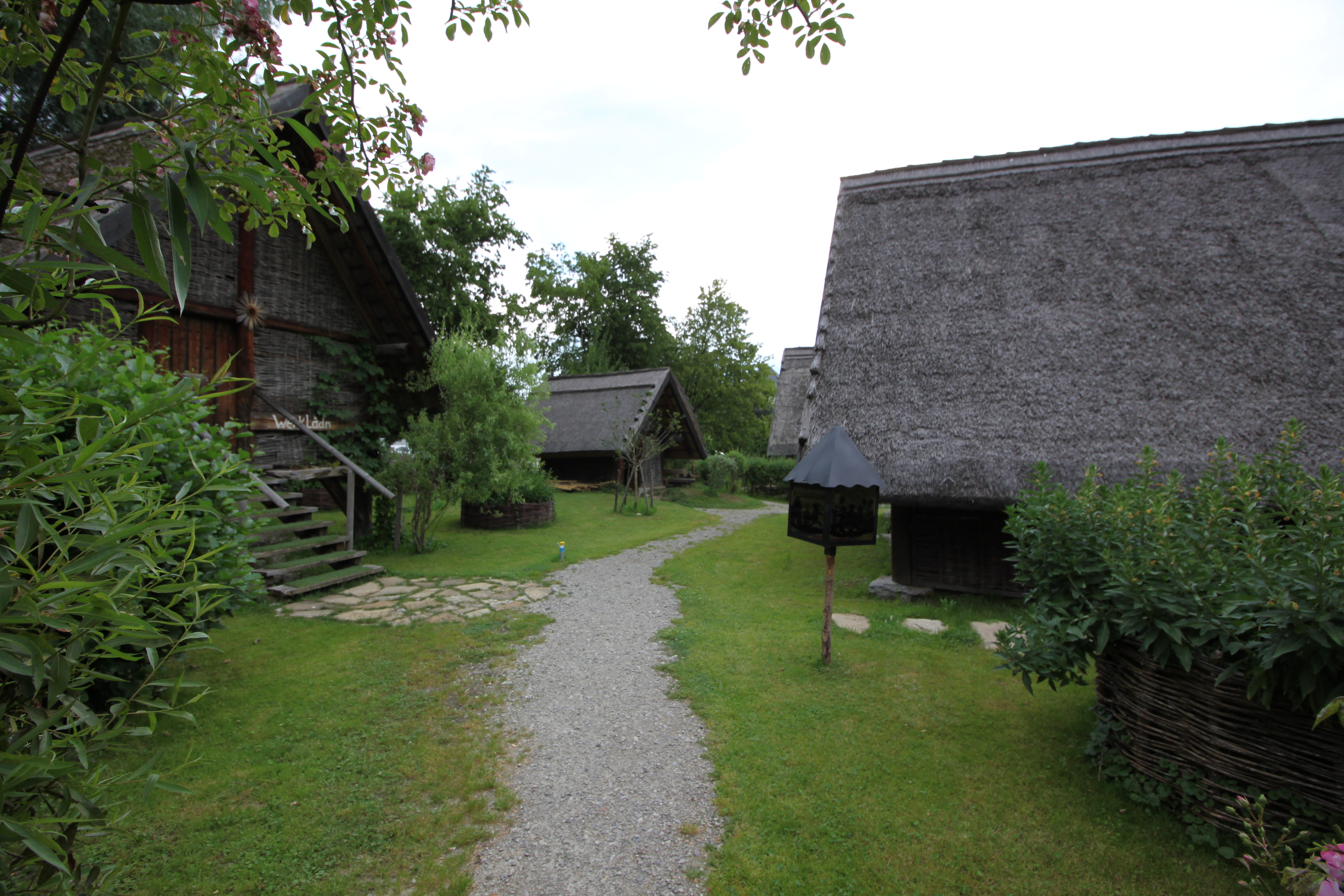
Bajuwarengehöft

Das Bajuwarengehöft Mattsee steht in der Weyerbucht in der Marktgemeinde Mattsee im Bezirk Salzburg-Umgebung im Land Salzburg. Die Anlage zeigt als Nachbau einen Hofverband der Bajuwaren.

## Geschichte
Das Bajuwarengehöft wurde für die gemeinsame Landesausstellung 1988 von Bayern (Bayerische Landesausstellung in Rosenheim) und dem Land Salzburg (Salzburger Landesausstellung in Mattsee) Die Bajuwaren. Von Severin bis Tassilo. 488–788. geschaffen. Das Gehöft war nach der Landesausstellung ungenutzt und wird seit 2008 vom Verein Menschenwerk bewirtschaftet und damit erhalten.

## Anlage
Das Gehöft umfasst sieben Gebäude. Im Haupthaus ist eine Natur- und Kulturwerkstatt eingerichtet. In einem weiteren Gebäude befindet sich der „Werkladn“ als Verkaufsraum für selbstgemachte, regionale, handwerkliche Produkte. Das kleinste Gebäude ist ein Backofen. Vor den Hütten sind Hochbeete aus Weidengeflecht. Von Oktober bis Juni werden in der Anlage Schafe gehalten.